# A Hot Time in Atlantic City
A Hot Time in Atlantic City è un cortometraggio muto del 1911 diretto da Arthur Hotaling e prodotto dalla Lubin.

## Produzione
Il film fu prodotto dalla Lubin Manufacturing Company. Venne girato a Atlantic City, nel New Jersey.

## Distribuzione
Distribuito dalla General Film Company, il film - un cortometraggio in una bobina - uscì nelle sale statunitensi il 14 ottobre 1911.